# Gubbewad, Sindgi
Gubbewad là một làng thuộc tehsil Sindgi, huyện Bijapur, bang Karnataka, Ấn Độ.